# Hercana atrorufa
Hercana atrorufa är en stekelart som beskrevs av Henry Keith Townes, Jr. 1970. Hercana atrorufa ingår i släktet Hercana och familjen brokparasitsteklar. Inga underarter finns listade i Catalogue of Life.